# Cinto Casanovas Corderroure
Cinto Casanovas Corderroure (Santpedor, 25 de gener de 1933 - Sant Cugat del Vallès, 9 de setembre de 2023) fou un jesuïta i escultor català, rector de la parròquia del Sagrat Cor de Raimat. Al llarg de la seva vida artística va atendre una gran multitud d'encàrrecs religiosos i civils que omplen el paisatge català i s'estenen més lluny en diferents països com Espanya, Itàlia (Florència i Roma) o EEUU (amb exposicions a Filadèlfia, Baltimore i Washington). La seva especialitat de fosa del bronze l'aprengué a Itàlia de la mà de fonedors professionals, i l'implementà ell mateix en les seves obres amb la tècnica de la cera perduda.
A més dels treballs encarregats, va anar desenvolupant una escultura abstracta pròpia, que es pot dividir en tres línies artístiques:
- Una primera línia artística (aprox. de 1972-1980), caracteritzada per diferents formes i mides d'espantaocells.
- Una segona línia artística (aprox. de 1972-1982), amb peces de matèria rígida d'on en sobreeixien membres del cos.
- Una tercera línia artística (aprox. de 1972-2019), caracteritzada per l'abstracció, combinant blocs rígids amb motius orgànics que s'obren camí a través d'escletxes i canals.

Els formats d'obres desenvolupades pel Cinto es divideixen en quatre grans tipologies:
1. Encàrrecs (religiosos o civils)
2. Reproducció d'escultures
3. Obres personals
4. Ceràmica

L'art personal desenvolupat al llarg de la seva carrera artística expressa fonamentalment motius de tensió interior en què elements rígids de geometria cúbica o lineal pressionen substàncies orgàniques en moviment sense arribar mai a esclafar-les, simbolitzant així la vida que aconsegueix escapar de l'opressió dels poders.

## Biografia

### Infantesa i adolescència

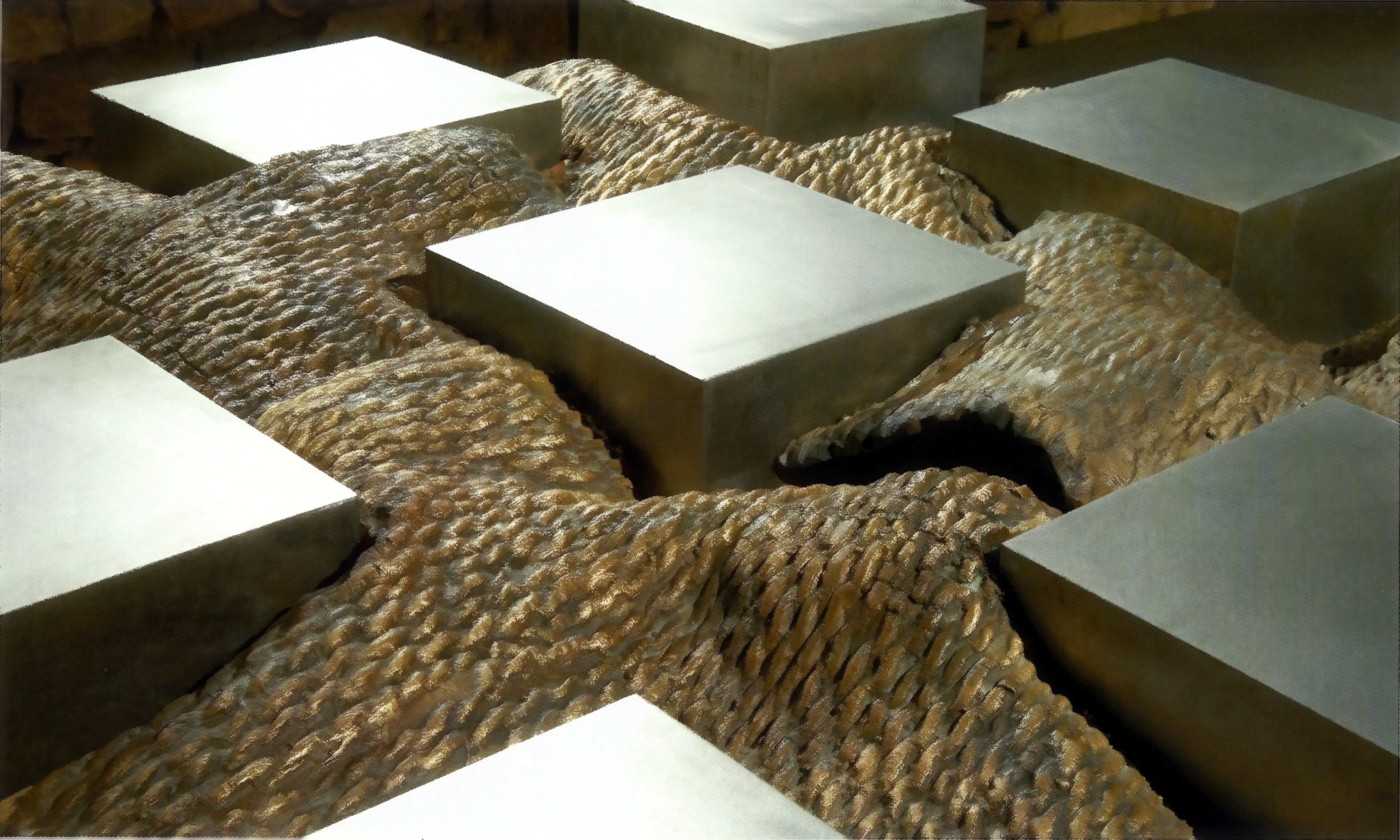
Col·lecció "Tensions Interiors"

Va néixer el 25 de gener de 1933 a Santpedor (Bages). Dels sis als catorze anys estudià a l'escola que els Germans de la Salle van obrir a Santpedor, gràcies a la Fundació Llissach.
Acabats els estudis primaris, la influència de Sant Ignasi i el testimoni del seu germà gran Joan, que anys abans havia entrat a la Companyia de Jesús van portar-lo també a ell a anar a Roquetes (Tortosa), on els jesuïtes tenien una escola secundària anomenada Apostòlica per a aquells que desitjaven començar el camí del sacerdoci.

### Formació religiosa, teològica i artística
El 1950 entra en el noviciat (2 anys) que els jesuïtes tenien al Monestir de Veruela (Saragossa), i comença la llarga formació jesuítica de més de 15 anys.
Acabats els estudis teològics, entra a l'Escola de Belles Arts Sant Jordi el 1967, i es llicencia en Belles Arts per la Universitat de Barcelona el 1972. Es forma en dibuix i pintura, però s'especialitza en escultura. El Cinto formula com l'art és important i emocionant per si mateix, no per haver de tenir cap utilitat.
Un grup de jesuïtes americans artistes van fer una trobada a Roma l'any 1972 i el Cinto s'hi va fer present. Allí contacta amb fonedors dels quals aprendrà la tècnica de la fosa del bronze a la cera perduda. Allí va poder visitar una gran quantitat de museus i galeries, i l'amistat compartida amb els companys artistes durà dècades. Cada any es trobaven en una ciutat diferent per a aprendre i compartir l'art: Milà, Roma, París, Barcelona.
En la seva comunitat religiosa del Carrer Palau (Barcelona), on residia, troba un ambient propici a les belles arts, convivint amb el taller d'escultura del Germà Gil SJ., que poblà de Marededéus i de Sants Xaviers moltes capelles dels col·legis jesuïtes.

### Anys com a creador

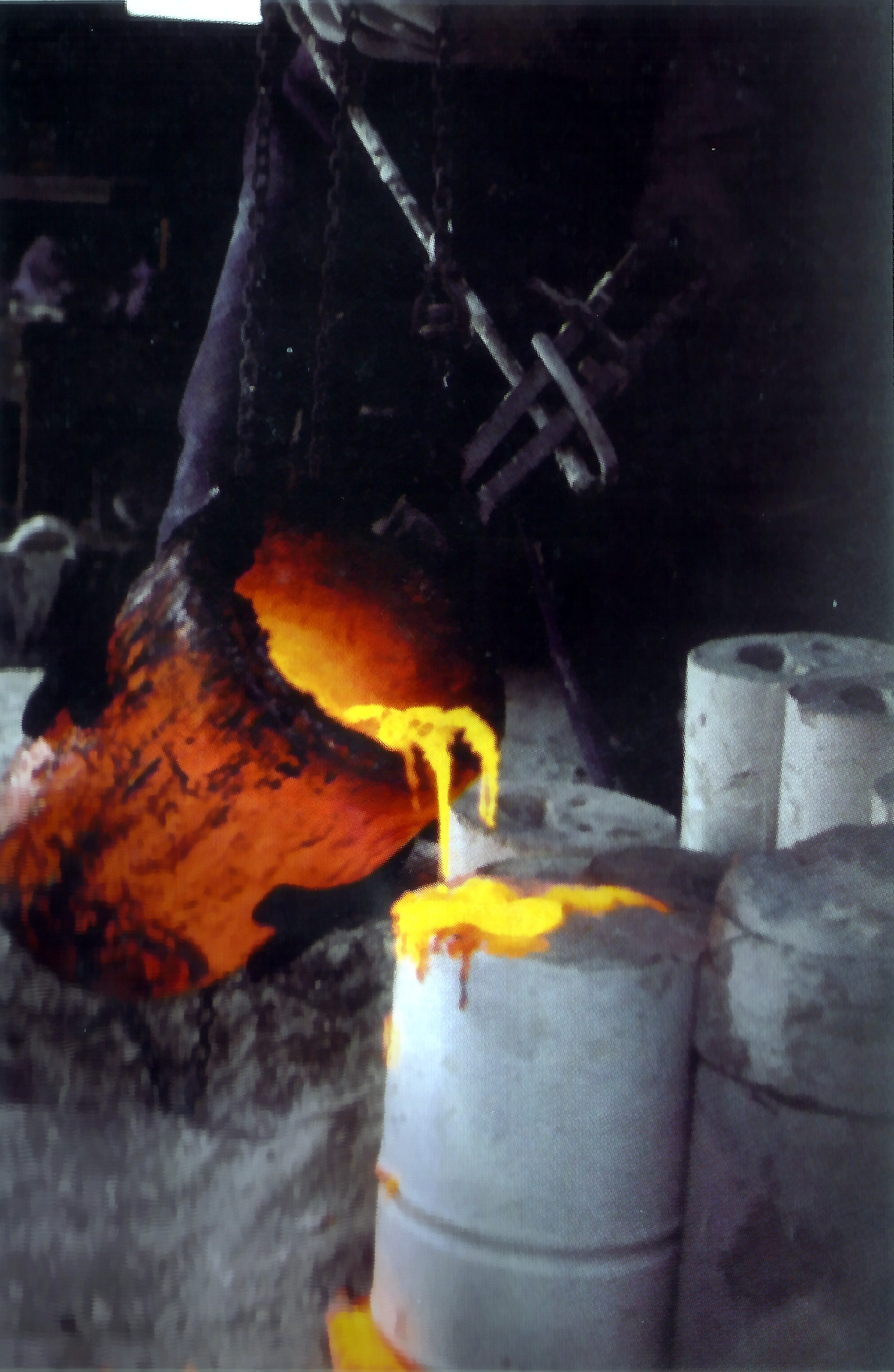
Procés de fundició del bronze al taller de Cinto Casanovas

Acabada la formació s'instal·la a Sarrià, i durant 25 anys combina la producció de les seves primeres obres d'art amb la docència de dibuix tècnic i artístic als alumnes del Col·legi de Sant Ignasi de Sarrià (Barcelona).
És el moment en què erigeix el seu primer taller a la casa del carrer Margenat. Més tard, començant les escultures en bronze, necessita més espai i trasllada el taller a una masia de Valldoreix, Can Barba (Vallès Occidental). Temps després, buscant més tranquil·litat va voler allunyar-se de Barcelona i traslladà el seu taller d'escultura a Verdú, el tercer i últim indret de treball, on hi anava tres dies a la setmana des de Barcelona. Quan s'estava a Verdú, vivia a la casa natal de Sant Pere Claver. Allí va treballar durant molts anys les escultures fins al 2019, quan finalment tancà el taller. Per explicar el seu treball com a escultor, l'autor es definirà a si mateix com a "picapedrer".

## Vida artística
Al marge de les obres destinades a exposicions, els encàrrecs han omplert bona part dels seus treballs, principalment en temes de caràcter religiós, tant de fusta com de bronze i de pedra.
El 1972 fa un viatge d'estudi a Itàlia i contacta amb fonedors per aprendre la tècnica de la fosa del bronze, que serà la seva especialitat més personal. Normalment, els escultors en bronze preparen el model i l'envien a un fonedor que faci el motlle i fongui l'escultura. El Cinto, però, va escollir fer sempre ell mateix la fosa del bronze amb la tècnica de la cera perduda, perquè considerà que així eren més autèntiques les seves obres.
El primer treball de l'artista, en bronze, és el de Sant Martí de Tours, per a la parròquia del poble de Tous, el 1973.

### Prevere i artista
Cinto Casanovas va pertànyer a un grup selecte de jesuïtes artistes d'Europa, que buscaren confrontar els valors espirituals de la vida religiosa amb el teixit temàtic i estètic de les diverses formes de creativitat artística, és a dir, integrar la vocació artística i jesuítica.
Com a tal, el 1985 organitza el III Congrés d'Artistes Jesuïtes a Sant Cugat del Vallès, que va reunir uns 40 participants, entre els quals es troben noms com Mario Venzo sj -deixeble de Cézanne-, o Eugenio Bruno -director del Centre Cultural de San Fedele de Milà-. El primer i segon Congrés d'artistes jesuïtes va tenir lloc a Roma, Milà. El Pare Casanovas afirma que allò que primer necessita l'art és llibertat i autenticitat. També en l'Església.
| « | Hem de treballar molt per aproximar l'art autèntic, a fi de trobar expressions artístiques que elevin espiritualment l'home. Perquè, en el fons, crec que hi ha una molt estreta relació entre l'empobriment cultural, la falta de sensibilitat artística i la irrellevància social de la fe. | » |

En una entrevista que li va fer Toni Peris Rierany, hi ha una bona síntesi del seu pensament:
| « | - Toni Peris: Els jesuïtes sou els homes de l'eficàcia, al servei del Regne de Déu. ¿L'art serveix per alguna cosa més que per fer bonic? - Cinto Casanovas: L'art, l'escultura o la poesia, per exemple, no són útils: però allò inútil és el més necessari, perquè ens obre a la gratuïtat, l'admiració i la contemplació. I tot això és més important per al Regne de Déu que la programació. - Toni Peris: Llavors, tu et dediques a l'art com una cosa pròpia del teu ser sacerdot, com a missió de jesuïta? - Cinto Casanovas: Evidentment fent art també compleixo la meva missió de sacerdot. L'art, com el sàbat, és sanador. Ajuda a sortir de la incubació sobre si mateix, arrel del pecat, i a obrir-se i mirar un més enllà que ja està aquí. En aquest sentit, com va dir Joan Pau II, l'obra artística és una certa “epifania de Déu”. L'art vertader, encara que no faci imatges de sants, “porta d'allò visible a l'amor de l'invisible”, “del ser a una transcendència”, obre una porta al misteri insondable, malgrat no sàpigues el seu Nom. - Toni Peris: Jo veig una cosa bonica, però no arribo a la profunditat transcendent de la que parles. - Cinto Casanovas: En tota vertadera experiència estètica et sents portat a un àmbit de plenitud, d'integració personal, tal volta fugaç, com un moment d'eternitat entrevista, que no és fàcil formular-se-la. Com deia el poeta i jesuïta Gerard Manley Hopkins «Totes les coses estan plenes de Déu, i si sabem tocar-les, llencen guspires i s'encenen, canten i parlen de Déu». | » |

### L'escultura pròpia de l'autor

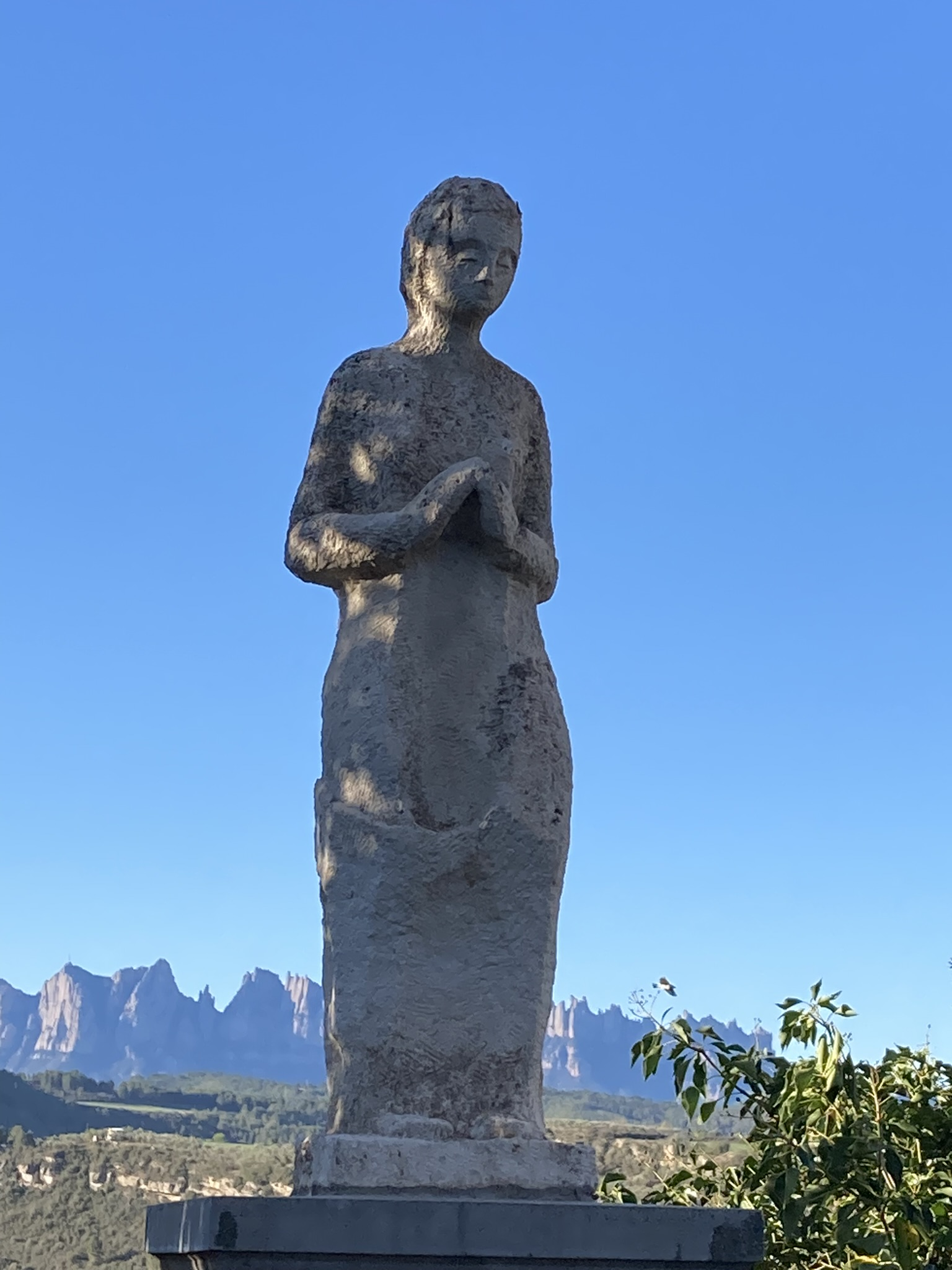
Figura de la Mare de Déu, obra del Cinto, als jardins del Centre Internacional d'Espiritualitat Ignasiana de Manresa

El poeta i jesuïta Joan Baptista Bertran, tot presentant l'exposició de 1978, a la Galeria Nartex, (C/ Aragó 176 de Barcelona) ens dona aquesta valoració de l'escultura del Cinto Casanovas:
| « | Una nota característica de l'escultura del Cinto Casanovas és la dinàmica en la concepció que intueix i li fa encertar la bellesa del gest en moviment. (...) De la dinàmica medul·lar del gest en moviment, [hi trobem] una altra nota imprescindible en l'escultura: l'harmonització amb el volum. No n'hi ha prou amb que el ritme lineal tingui la seva bellesa, cal que s'encarni en el volum i que ambdós es tinguin en harmonia. Aquestes són qualitats de tipus intern, fonamentals en un artista de l'espai, qualitats amb les que es neix i que no poden ésser mai suplertes pel mestratge tècnic”. | » |

Josep Borrell i Figuera, presentant també l'exposició del setembre del 1998, a la Sala Gòtica del IEI, (Institut d'Estudis Ilerdencs) definia Cinto Casanovas dient que primerament pensa en el material per l'escultura. Aquest material, sigui bronze, fusta o pedra, és qui exigeix o condiciona la plasmació de la idea primigènia.
Guillem Viladot, en l'exposició feta a l'ajuntament del poble de Raimat (1998), s'expressa així:
| « | La primera referència d'en Cinto Casanovas va ser a través de l'arquitecte Gelabert, qui té a casa seva una peça del Casanovas primerenc. La seducció va ser tanta que no vaig parar fins a conèixer personalment l'escultor. Aquesta referència és oportuna, o fins i tot necessària, ja que l'obra d'aquest artista serva la gràcia, o el misteri, de la seducció, factor important perquè funcioni la dialèctica estètica entre el creatiu i l'observador. | » |

El jesuïta Heinrich Pfeiffer presentant l'exposició col·lectiva de cinc jesuïtes artistes (1972), un d'ells en Cinto Casanovas, afirma això:
| « | Es diria que Casanovas s'inspira més que per la bellesa de la natura, amb l'art dels pobles primitius, com ja ha succeït amb els expressionistes de “Brücke” a Dresden, o pels “Fauves” a París. Elabora les seves inspiracions amb un “animus” declaradament religiós, que el relaciona a un col·loqui entre l'abstracte i el figuratiu, quasi un símbol de l'encarnació de Déu, esperit pur. La idea del Déu transcendent entra en relació amb la creatura expressada per la figura humana. | » |

### Altres àmbits de la vida de l'autor
Cinto Casanovas va dedicar bona part de la seva vida al treball artístic i a la vida parroquial, com també inicialment a la docència. La vocació com a jesuïta l'ha portat a l'entrega pastoral: l'atenció sagramental i l'escolta dels feligresos als diferents indrets on ha viscut.
Dins del seu compromís per a promoure els artistes, al llarg de diversos anys va dotar uns crèdits a postgraduats a l'Escola Ondara de Tàrrega sobre la tècnica de fosa a la cera perduda, i durant dècades va vetllar pel manteniment i millora de l'Església del Sagrat Cor de Raimat, joia del modernisme català que connectà el Cinto amb l'escola d'Antoni Gaudí.
Als seus 90 anys, Cinto Casanovas deixà la parròquia per complicacions de salut, i el 9 de setembre de 2023 moria a la infermeria de la Companyia de Jesús a Sant Cugat del Vallès, on fou enterrat.

## Obra escultòrica
S'han de distingir quatre tipologies en l'escultura del Cinto Casanovas:

### 1. Obres per encàrrec

#### 1.a) Religioses

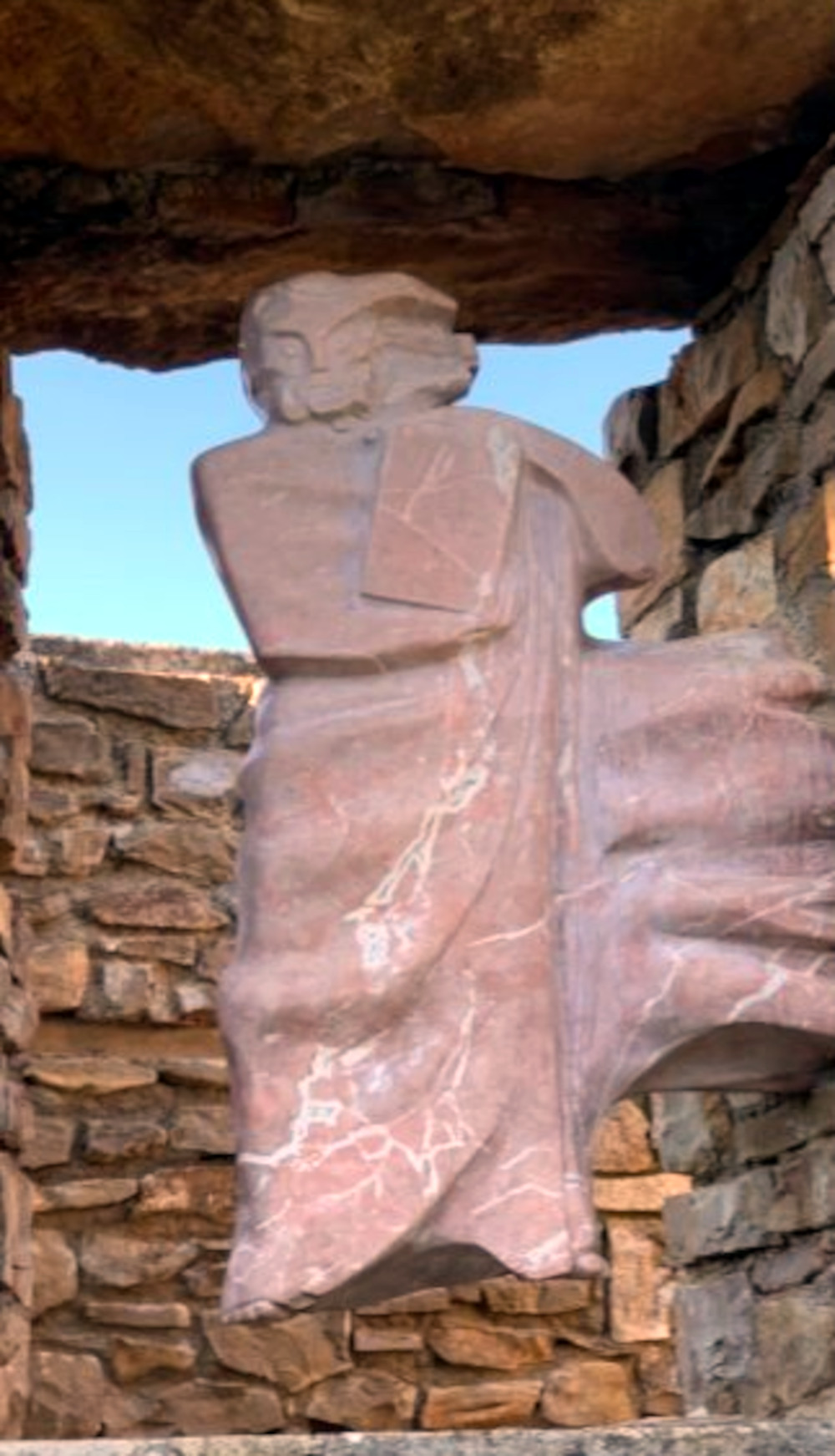
Figura de Sant Bartomeu, a l'Ermita de Sant Bartomeu de Figuerola d'Orcau, obra de l'escultor.

- Sant Martí de Tours (1972)

Primera escultura de Cinto Casanovas feta en bronze fos pel mètode de la cera perduda, una talla de Sant Martí de Tours per a la parròquia de Tous, 1972.
- Sant Martí, Sant Martí de Sesgueioles (?)

Talla de Sant Martí a la façana de l'església de Sant Martí de Sesgueioles, feta de pedra.
- Verge, Salamanca (?)

Talla de fusta de la Verge, feta per a l'Universidad Laboral de Zamora. Més tard es va dur a la parròquia del Milagro de San José de Salamanca, on està actualment.
- Sant Judes Tadeu (?)

Figura de Sant Judes Tadeu, amb la destral que indica el tipus de martiri (decapitació). Es desconeix la ubicació actual.
- Sant Jordi del Castell de Claravalls (1979)

Figura de Sant Jordi, escultura en pedra sorrenca, de 1979. Situada al Castell de Claravalls.
- La Verge de la Parròquia de Sant Ignasi de Lleida (1980)

Talla de la Mare de Déu feta amb fusta de roure americà. Tot i això, quan el Cinto esculpia aquesta escultura el 1980, el riu Segre sortí de la llera i va causar una gran inundació de la ciutat de Lleida, que s'emportà tota la fusta del magatzem on el Cinto l'havia comprat, de manera que la va haver d'acabar amb roure francès.
- Pietat del cementiri del Col·legi Sant Pere Claver de Raimat (1980)

Figura de la Pietat, escultura en pedra sorrenca, de 1980. Situada al cementiri del Col·legi Sant Pere Claver de Raimat.
- Centenari de la canonització de Sant Pere Claver (1980)

Escultura del 1980 amb motiu del centenari de la canonització de Sant Pere Claver. Situada a la recepció del col·legi Claver. Figura de pedra i bronze.
- Sant Pere de la Parròquia d'Altet (1982)

Escultura de Sant Pere feta de bronze amb la tècnica de la cera perduda, per a la Parròquia d'Altet. El sant apareix amb les claus del Regne que Jesús li va prometre, i sobre qui fonamentaria l'Església .
- Verge de Santa Maria de les Besses (1983)

Figura de la Verge, esculpida el 1983 en fusta, situada a l'ermita de Santa Maria de les Besses o temporalment a l'església de Cervià de les Garrigues.
- Verge d'Os de Balaguer (1984)

Figura de la Verge, esculpida el 1984 en pedra sorrenca, situada a la façana principal de l'església d'Os de Balaguer.
- Sant Miquel Febres Cordero, de Premià de Mar (1985)

Figura de Sant Miquel Febres Cordero situada a la Parròquia de Sant Cristòfor de Premià de Mar, sant que visqué intensament la vocació de Germà de la Salle, dedicant la seva vida a l'educació de la joventut. Amb motiu de la seva canonització (1985), els Germans de la Salle van encarregar una escultura a un antic alumne seu, Cinto Casanovas.
- Sant Miquel, Ermita de Sant Miquel de Verdú (1991)

Figura de Sant Miquel, obra en pedra sorrenca inaugurada el 1991 amb motiu de la restauració de l'ermita per part del Consell Comarcal de l'Urgell.
- Pessebre robotitzat de la Parròquia de Raimat (2003)

Figures autòmats de mida gairebé real, on els caps i braços dels personatges, així com les orelles i ulls del bou i la mula, tenen un recorregut giratori. Construït per a la parròquia l'any 2003.
- Verge de Montgarri (2006)

Figura policromada de la Verge de Montgarri
- Creu de terme, Raimat (2010)

Creu de terme de la població de Raimat, inaugurada l'any 2010.

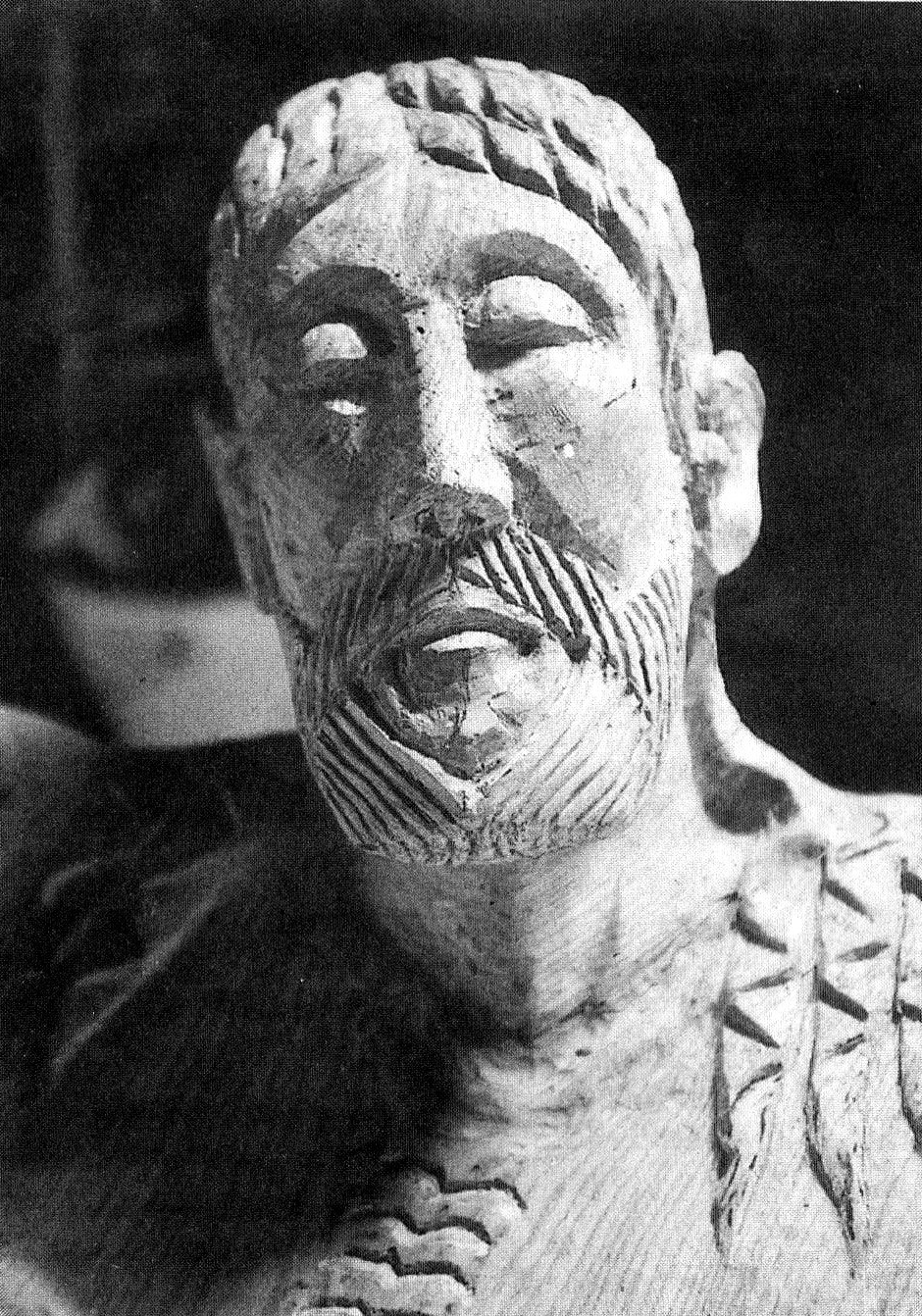
Faç del Crist de Mur

- Verge de la Residència Fiella de Tremp (2012)

Figura de la Verge, construïda a partir de marbre de travertí amb les cares i mans en bronze policromat. Encàrrec per a la Residència d'ancians Fiella de Tremp.
- Àguila de l'ambó de la capella de la Residència Fiella de Tremp (2012)

Figura d'una àguila que simbolitza l'evangelista Sant Joan, feta de bronze i situada com a decoració de l'ambó, per a les lectures litúrgiques, en la capella de la Residència Fiella de Tremp.
- Sant Ignasi de Loiola, a La Seu de Manresa (2015)

Figura de Sant Ignasi de Loiola feta de polièster, presentada el 2015, i exposada a l'interior de la Seu de Manresa, just en un dels llocs on Ignasi acudia a resar durant la seva estada a la ciutat de Manresa, la llavors capella de Sant Antoni (ara dedicada a Sant Josep). El rostre de Sant Ignasi va ser pres de la pintura de Claudio Coello, mentre que el cos fou basat en l'Ignasi pelegrí.
- Verge moderna a l'Església de Santa Maria de l'Albi (?)

- Verge de l'església de Vilosell (?)

Figura de la Mare de Déu esculpida en pedra de Vinaixa, situada a la fornícula de la portalada de l'església de Vilosell.
- Altres obres a diferents poblacions de Catalunya: Arbeca, Bellcaire d'Urgell, Tàrrega, Vilagrassa,...

#### 1.b) Civils
- El Merma a la Plaça major de Vic (1978)

El Merma és una figura de bronze situada a la Plaça major de Vic. El Merma era un personatge molt popular, representat amb un cap-gros -com encara es fa en les festes majors dels pobles-, que ballava i corria amb un petit fuet per posar ordre en les festes, i fuetejava els que creaven aldarulls.
- La Dona de l'aigua, a la carretera del Doll (1994)

La Dona de l'aigua és una figura de bronze situada a la carretera del Doll, prop de Tremp. Simbolitza les fades tan malèfiques com beneficioses, que en la tradició ancestral poblaven els aiguamolls, llacs i corrents d'aigua.
- Monument als veremadors. Plaça de l'església de Raimat (1998)

Aquest monument vol ser un homenatge a tots els treballadors de la vinya, que és tan abundosa a la regió de Raimat.

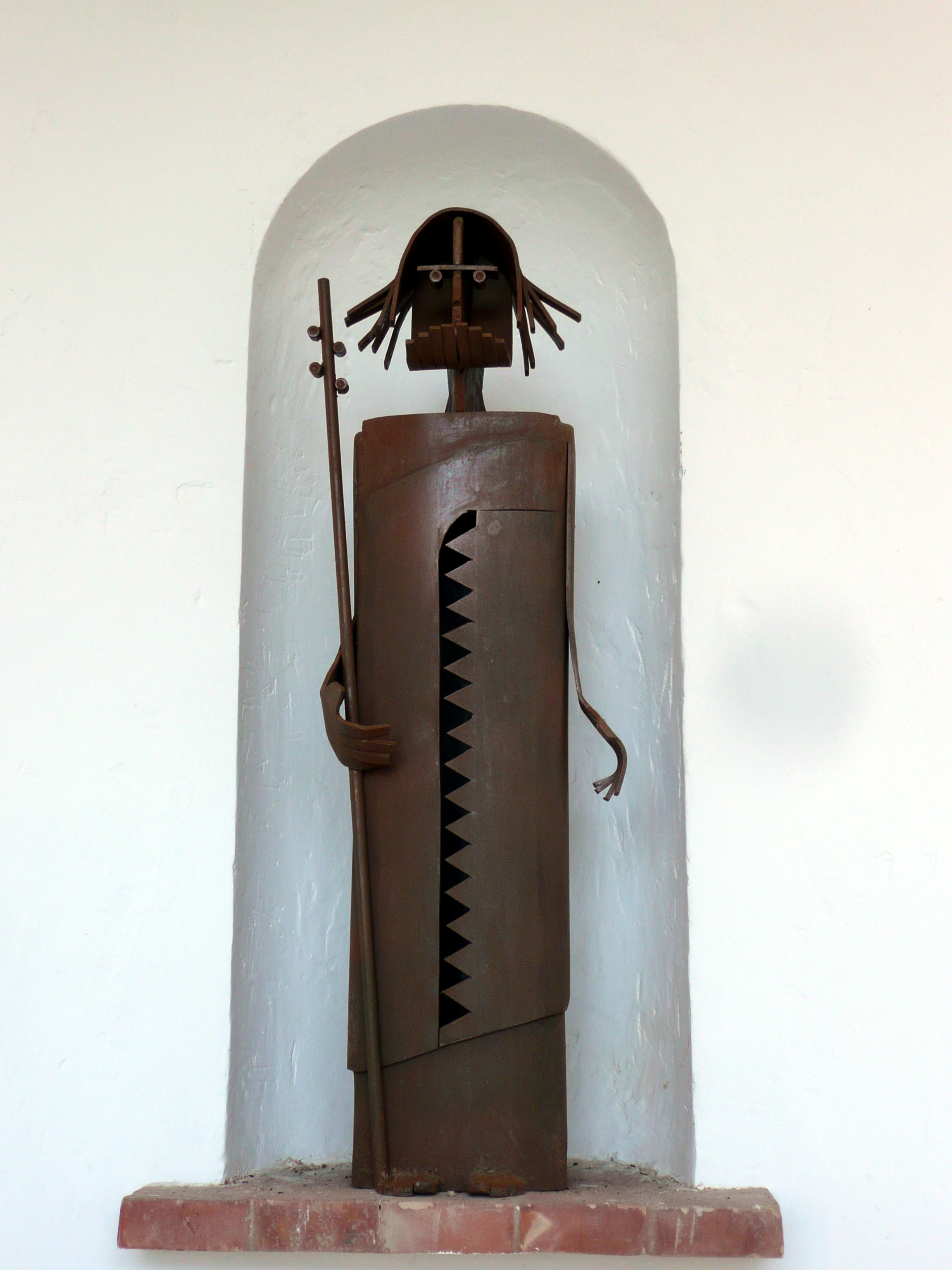
Figura de Sant Josep, a l'Ermita de Sant Josep de Raimat. Fou robada i actualment resta desapareguda.

- Monument a la Senyera, Plaça de l'església de Raimat (2003).

Obra en acer de 4 cm de gruix, situada a la Plaça Major de Raimat. A la foto, l'antic rector de Raimat, P. Arís, sostenint les 4 barres.
- Els ocells perduts. Restaurant de Can Bellvitge, Girona. (2003)

L'obra social Can Bellvitge, fundada pel P. Anton Raventós Espona i dedicada a joves de protecció de menors, és anomenada popularment “Els ocells perduts”, i l'escultura representa aquest nom. La idea dels ocells perduts ve d'un poema de Tagore del mateix nom, i fa referència als joves.
- L'arbre primigeni, Raimat (2004)

Figura d'un arbre amb el tronc de ciment i la copa d'acer patinable. És un monument en honor de Ramon Raventós Espona, gran mecenes de la regió de Raimat. Al peu del monument es pot llegir: "Ramon Raventós Espona. 1922-2002. Estimant aquesta terra i la seva gent. Març 2004".
- Relleu a la Plaça dels Comediants, Tàrrega (?)

Obra feta de bronze en homenatge als comediants, situada a la Plaça dels Comediants de Tàrrega.
L'autor té altres obres no documentades a altres indrets de la península (com ara Barcelona, Elda -Alacant- o Eivissa), Estats Units, Bolívia, el Principat d'Andorra, Puerto Rico i Itàlia.

#### 2. Restauració de la memòria: reconstrucció d'escultures de temps passats
- Gàrgoles de l'església d'Igualada i de Jorba (?)

Figures de gàrgoles situades a l'exterior de les esglésies de Santa Maria d'Igualada i de Sant Pere de Jorba.
- Reproducció del Descendiment d'Erill la Vall. (1994)

Reproducció en fusta situada a l'església de Santa Eulàlia d'Erill la Vall (La Vall de Boí), còpies de les originals, que es troben dipositades en el Museu d'Art de Catalunya (figures de la Mare de Déu i Sant Joan), i Museu Episcopal de Vic (figures de Crist, Nicodem, Josep d'Arimatea i lladres Dimes i Gestes). Obra col·lectiva de Cinto Casanovas, Marc Raventós i Francesc Ballart, realitzada l'any 1994.
- Crist de Mur, Castell de Mur (2002)

Talla del Crist de Mur reproduïda a partir de fotografies de l'antic Crist cremat l'any 1936. Un nen va recollir de les cendres de l'antic Crist cremat un clau, que fou col·locat al nou Crist.
- Verge de Mur, Castell de Mur (2002)

Talla de la Verge de Mur, igualment reproduïda a partir de fotografies de l'antiga talla cremada l'any 1936.

#### 3. Obres d'inspiració personal

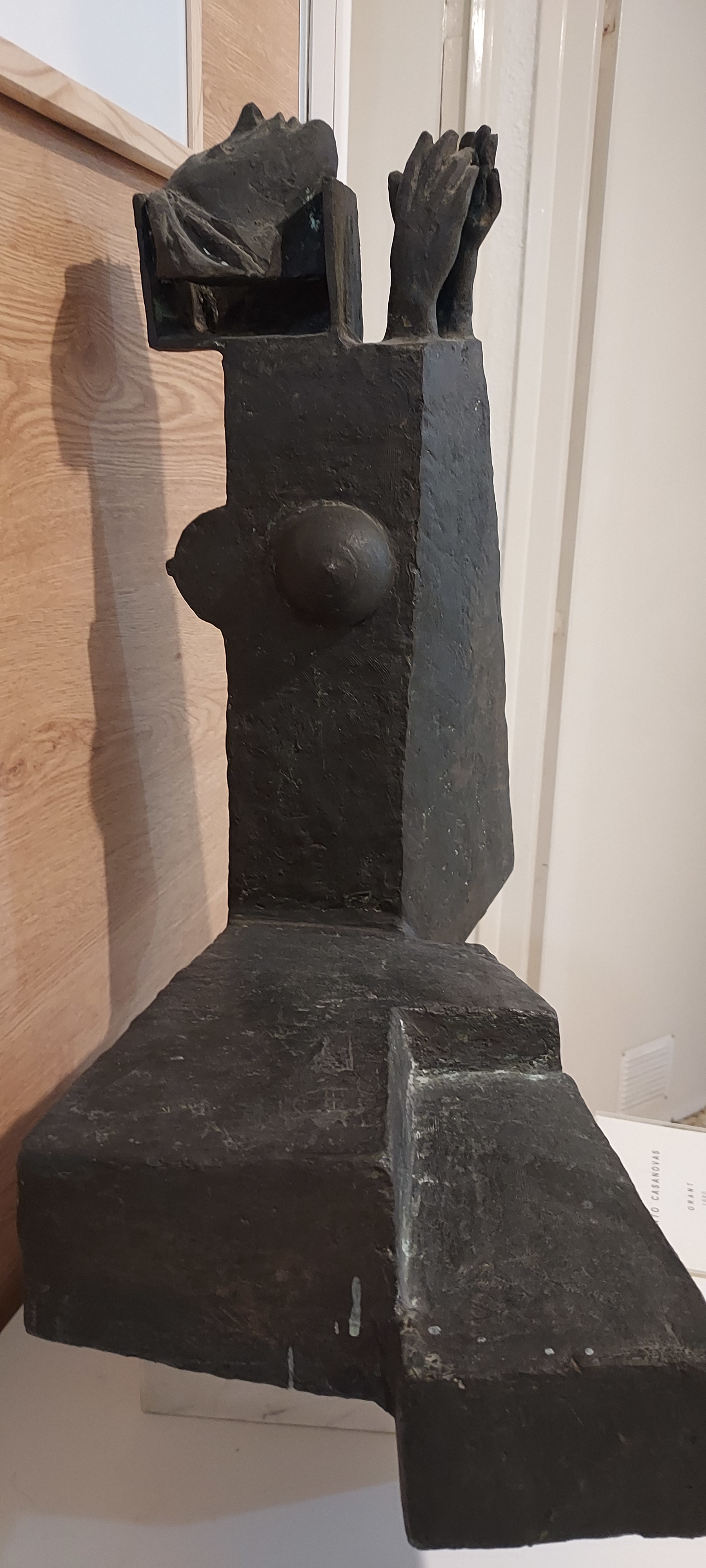
Figura de la Col·lecció "Matèria i membres", aquí representant una dona que prega.

- Una primera línia artística (aprox. 1972-1980) és el que Cinto Casanovas anomena “Espanta ocells”: formes, generalment en bronze, que recorden vagament ocells o espanta ocells. A vegades prenen siluetes antropomòrfiques o d'ocells prehistòrics, en figures quasi abstractes.

- Una segona línia artística (aprox. 1972-1982) amb peces de matèria rígida de marbre o fusta, d'on en sobreeixien membres del cos.

- Una tercera línia artística (aprox. 1972-2019) caracteritzada per l'abstracció, combinant blocs rígids amb motius orgànics que s'obren camí a través d'escletxes i canals. Són un seguit d'escultures que reflecteixen un neguit humà universal: el que podríem dir tensions interiors. L'escultor ha produït moltes variacions del mateix tema, que es repeteixen al llarg de 30 anys. Semblen una obsessió, tal volta deguda al xoc intern del petit Cinto, veient el seu pare amenaçat per un militar amb la pistola al puny. L'ésser humà és l'escenari del conflicte permanent entre el que desitgem i el que temem, entre el caos i l'estructura, l'ànima i el cos. En la seva obra, aquesta lluita es recull tant en la forma com en la matèria: geometria de blocs cúbics d'acer o de fusta, enmig dels quals s'escapen unes foses de bronze, mal·leables i plenes de vida, símbol del poder opressor i la vida que sempre triomfa enmig d'ell. Per això, en l'exposició que va fer el 2006 a la sala romànica de l'Albergueria de Vic, van batejar aquest conjunt d'obres amb el nom de “Tensions interiors”.

#### 4. Ceràmica
Com a ceramista, cal destacar les 4 estacions de Bellcaire, els murals de Vilagrassa i la ceràmica de la capella de La Storta, (Itàlia)
- Les 4 estacions, Bellcaire (1983)

Ceràmica semirelleu esmaltada, representant les 4 estacions.
- Cavalls. Vilagrassa, Casa de la vila (1989)

- Retaule de La Storta. Roma, Itàlia. (2006)

Retaule de la capella La Storta, a Roma. Es tracta d'una ceràmica relleu de Sant Ignasi i Jesús amb la creu, innaugurada l'any 2006.
També hi ha altres ceràmiques de l'escultor no documentades, com uns murals a Mora d'Ebre o al Vendrell, entre d'altres.

## Cronologia d'exposicions[23][24][9]
| Any  | Exposició                                                              |
| 1970 | A Girona Art Sacre i a Granada (Homenatge a Muntanyès) (col·lectives). |
| 1974 | Principat d'Andorra (La Caixa)                                         |
| 1975 | Barcelona (Sala Gaudi)                                                 |
| 1975 | Tarragona (La Llibreria de la Rambla)                                  |
| 1975 | Manresa i Cardona.                                                     |
| 1976 | Filadèlfia, (col·lectiva limitada)                                     |
| 1976 | Baltimore (col·lectiva limitada)                                       |
| 1976 | Washington (col·lectiva limitada)                                      |
| 1978 | Barcelona (Galeria Nàrtex)                                             |
| 1981 | Lleida (Sala Gòtica IEI)                                               |
| 1981 | Raimat (Ajuntament)                                                    |
| 1981 | Tàrrega (La Caixa)                                                     |
| 1982 | Milà (Galeria San Fedele)                                              |
| 1982 | Florència                                                              |
| 1982 | Roma (Galeria La Gradiva)                                              |
| 1989 | Girona (Galeria Fòrum)                                                 |
| 1998 | Lleida (Sala Gòtica IEI)                                               |
| 2006 | Vic (Sala Romànica de l'Albergeria)                                    |

## Compendi-resum d'obres de l'escultor
| Any                                      | Nom                                                                                     | Ubicació                                                 | Foto                                                           |
| 1972                                     | Sant Martí de Tours, amb l'escultor Cinto Casanovas retocant la seva primera escultura. | Parròquia de Tous                                        |                                                                |
| ?                                        | Sant Martí                                                                              | Església de Sant Martí de Sesgueioles                    |                                                                |
| ?                                        | Verge                                                                                   | Església del Milagro de San José, Salamanca              |                                                                |
| ?                                        | Gàrgoles                                                                                | Esglésies de Santa Maria d'Igualada i Sant Pere de Jorba | Basilica de Santa Maria, Igualada                              |
| ?                                        | Sant Judes Tadeu                                                                        | Desconeguda                                              |                                                                |
| 1978                                     | El Merma                                                                                | Plaça Major de Vic                                       |                                                                |
| 1979                                     | Sant Jordi                                                                              | Castell de Claravalls                                    |                                                                |
| 1980                                     | Verge                                                                                   | Parròquia de Sant Ignasi de Lleida                       |                                                                |
| 1980                                     | Pietat                                                                                  | Cementiri del Col·legi Claver, Lleida.                   |                                                                |
| 1980                                     | Centenari de la canonització de Sant Pere Claver                                        | Col·legi Claver, Lleida.                                 |                                                                |
| 1982                                     | Sant Pere                                                                               | Parròquia d'Altet                                        |                                                                |
| 1983                                     | Les 4 estacions                                                                         | Bellcaire                                                |                                                                |
| 1983                                     | Verge                                                                                   | Santa Maria de les Besses                                |                                                                |
| 1984                                     | Verge                                                                                   | Façana principal de l'església d'Os de Balaguer          |                                                                |
| 1985                                     | Sant Miquel Febres Cordero                                                              | Parròquia de Sant Cristòfor de Premià de Mar             |                                                                |
| 1989                                     | Cavalls                                                                                 | Vilagrassa, Casa de la vila                              |                                                                |
| 1991                                     | Sant Miquel                                                                             | Ermita de Sant Miquel de Verdú                           |                                                                |
| 1994                                     | La Dona de l'aigua                                                                      | Carretera del Doll, prop de Tremp                        |                                                                |
| 1994                                     | Reproducció del Descendiment (obra col·lectiva)                                         | Església de Santa Eulàlia, Erill la Vall(La Vall de Boí) | Església de Santa Eulàlia d'Erill-la-vall (La Vall de Boí) - 4 |
| 1998                                     | Monument als veremadors                                                                 | Plaça de l'església de Raimat                            | Monument als Veremadors Raimat                                 |
| 2002                                     | Crist de Mur                                                                            | Castell de Mur                                           |                                                                |
| 2002                                     | Verge de Mur                                                                            | Castell de Mur                                           | Castell de Mur. Mur. Santa Maria de Mur 28                     |
| 2003                                     | Pessebre robotitzat                                                                     | Parròquia de Raimat                                      |                                                                |
| 2003                                     | La Senyera                                                                              | Plaça de l'església de Raimat                            |                                                                |
| 2003                                     | Els ocells perduts                                                                      | Can Bellvitge, Girona                                    |                                                                |
| 2004                                     | Arbre Primigeni                                                                         | Raimat                                                   |                                                                |
| 2004                                     | Arbre de l'Evolució. Columna de bronze, Tensions interiors.                             | Final del carrer Nou, Verdú.                             |                                                                |
| ?                                        | Relleu d'homenatge als comediants                                                       | Plaça dels Comediants, Tàrrega                           |                                                                |
| 2006                                     | Verge de Montgarri                                                                      | Església del Monestir de Montgarri                       |                                                                |
| 2006                                     | Retaule de Sant Ignasi i Jesús amb la creu                                              | La Storta, Roma                                          |                                                                |
| 2010                                     | Creu de terme                                                                           | Raimat                                                   |                                                                |
| 2012                                     | Verge                                                                                   | Residència Fiella, Tremp                                 |                                                                |
| 2012                                     | Àguila de l'ambó                                                                        | Residència Fiella, Tremp                                 |                                                                |
| 2015                                     | Sant Ignasi de Loiola                                                                   | La Seu de Manresa                                        |                                                                |
| ?                                        | Verge                                                                                   | Església de Santa Maria de l'Albi                        |                                                                |
| ?                                        | Verge                                                                                   | Església de Vilosell                                     | Sta Maria el Vilosell                                          |
| Obres de la 1ª línia artística 1972-1980 | Variants de la col·lecció Espantaocells                                                 | Diferents indrets                                        |                                                                |
| Obres de la 2ª línia artística 1972-1982 | Variants de la col·lecció Matèria i membres                                             | Diferents indrets                                        |                                                                |
| Obres de la 3ª línia artística 1972-2019 | Variants de la col·lecció Tensions interiors                                            | Diferents indrets                                        |                                                                |